# Matsunaga Nobuo
Matsunaga Nobuo (6 tháng 12 năm 1921 - 25 tháng 9 năm 2007) là một cầu thủ bóng đá người Nhật Bản.

## Đội tuyển bóng đá quốc gia Nhật Bản
Matsunaga Nobuo thi đấu cho ĐTQG Nhật từ năm 1954 đến 1955.

## Thống kê sự nghiệp
| Đội tuyển bóng đá Nhật Bản | Đội tuyển bóng đá Nhật Bản | Đội tuyển bóng đá Nhật Bản |
| Năm                        | Trận                       | Bàn                        |
| -------------------------- | -------------------------- | -------------------------- |
| 1954                       | 3                          | 0                          |
| 1955                       | 1                          | 0                          |
| Tổng cộng                  | 4                          | 0                          |